# ハーバード大学フェアバンク中国研究センター
ハーバード大学フェアバンク中国研究センター (ハーバードだいがくフェアバンクちゅうごくけんきゅうセンター、Fairbank Center for Chinese Studies at Harvard University)はハーバード大学にある学者と大学院生の研究センターで、近代及び現代中国に関する社会科学的研究を促進するための施設である。中国名は哈佛大學費正清中國研究中心という。

## 沿革
この組織は当初「東アジア研究センター」として設立されたが、その後、ジョン・キング・フェアバンク初代所長を記念して現在の名称に変更された。1955年の設立以来、人文学的な視点から文献研究に重点をおくような伝統的な中国学とは異なる学風を、特色としている。

## 歴代所長の一覧
- ジョン・キング・フェアバンク、1955-1973年
- エズラ・ヴォーゲル、1973-1975年
- Dwight H. Perkins、1975-1976年 (代理)
- Roy Hofheinz, Jr., 1975-1979年
- Philip A. Kuhn, 1980-1986年
- ベンジャミン・I・シュウォルツ, 1983-1984 (代理)
- Roderick MacFarquhar, 1986-1992年
- Ezra Vogel, 1995-1999年
- Martin K. Whyte, 2007-2008年
- Mark Elliott, 2010-2011 (代理)
- William C. Kirby, 2011- 現在

## 著作
フェアバンク・センターは複数の言語で多数の著作を刊行している。また1956年以来、学術的なモノグラフも出版している。
- Workshop on Contemporary Chinese Literature and the Performing Arts (1979)
- Introduction to Chʻing Documents (1986)
- China's New Revolution (1989)
- The Legacy of Islam in China: an International Symposium in Memory of Joseph F. Fletcher, Harvard University, 14-16 April 1989 (1989)
- Contemporary Chinese Fiction and its Literary Antecedents (1990)
- Jewish Diasporas in China: Comparative and Historical Perspectives (1992)
- Engendering China: Women, Culture and the State (1992)
- Directory of Individuals Interested in the Jews and the Jewish Communities of East, Southeast, and South Asia (1993)
- China's Mid-century Transitions: a Conference on Continuity and Change on the Mainland and Taiwan 1946-1955 (1994)
- 台灣所藏中華民國經濟檔案 (1995)
- China and India : Different Roots, Differing Routes: Briefing Memorandum (1995), Jennifer B Freeman
- Unintended Social Consequences of Chinese Economic Reform (1997)
- 从解冻走向建交: 中美关系正常化进程再探讨, 1969-1979 (2004)
- Princeton-Harvard China and the World Fellows Workshop: March 22, 2007 Harvard University (2007)
- 하버드대학의동아시아연구 : 최근50년의발자취 (2008)